# Segmento circular
En geometría, un segmento circular (o segmento de un círculo) es la porción de un círculo limitada por una cuerda y el arco correspondiente.
Sea R el radio del círculo, θ el ángulo central, c la longitud de la cuerda, s la longitud del arco, h la altura del segmento circular (sagita) , y d la altura de la porción triangular (apotema).
- El radio del círculo

```
es 

  

    

      

        
R

        
=

        
h

        
+

        
d

        

          

            

            

          

        

      

    

    
{\displaystyle R=h+d{\frac {}{}}}

  

```

- La longitud del arco es {\displaystyle s=R\cdot \theta }, donde {\displaystyle \theta \,} está en radianes.

- La longitud de la cuerda es {\displaystyle c=2R\operatorname {sen} \left({\frac {\theta }{2}}\right)=\displaystyle R{\sqrt {2-2\cos \theta }}=R{\sqrt {2\left(1-\cos \theta \right)}}}

- La altura es {\displaystyle h=R\left(1-\cos {\frac {\theta }{2}}\right)}

- El ángulo es {\displaystyle \theta =2\arccos \left({\frac {d}{R}}\right)}

## Área
El área del segmento circular es igual al área del sector circular menos el área de la porción triangular.
{\displaystyle A=R^{2}\cdot {\frac {\theta }{2}}-{\frac {R^{2}\operatorname {sen} \theta }{2}}={\frac {R^{2}}{2}}\left(\theta -\operatorname {sen} \theta \right)}
Si el ángulo está en radianes.
Área en función de una altura {\displaystyle h_{L}} en caso de un cilindro horizontal con un nivel de agua {\displaystyle h_{L}}:
{\displaystyle d=-h_{L}+R}
{\displaystyle \theta =2\arccos \left({\frac {-h_{L}+R}{R}}\right)=2\arccos \left(1-{\frac {h_{L}}{R}}\right)}

### Demostración alternativa
El área del sector circular es: {\displaystyle A=\pi R^{2}\cdot {\frac {\theta }{2\pi }}={\frac {R^{2}\cdot \theta }{2}}}
Si se bisecciona el ángulo {\displaystyle \theta }, y por tanto la porción triangular, se obtienen dos triángulos con área total:
{\displaystyle R\operatorname {sen} {\frac {\theta }{2}}\cdot R\cos {\frac {\theta }{2}}=R^{2}\operatorname {sen} {\frac {\theta }{2}}\cos {\frac {\theta }{2}}}
Dado que el área del segmento es el área del sector menos el área de la porción triangular, se obtienen
{\displaystyle A=R^{2}\left({\frac {\theta }{2}}-\operatorname {sen} {\frac {\theta }{2}}\cos {\frac {\theta }{2}}\right)}
De acuerdo con la identidad trigonométrica de ángulo doble {\displaystyle \operatorname {sen} 2\theta =2\operatorname {sen} \theta \cos \theta \,}, por lo tanto:
{\displaystyle \operatorname {sen} {\frac {\theta }{2}}\cos {\frac {\theta }{2}}={\frac {1}{2}}\operatorname {sen} \theta }
con lo que resulta que el área es:
{\displaystyle A=R^{2}\left({\frac {\theta }{2}}-{\frac {1}{2}}\operatorname {sen} \theta \right)={\frac {R^{2}}{2}}\left(\theta -\operatorname {sen} \theta \right)}